# Vrede van Konstanz

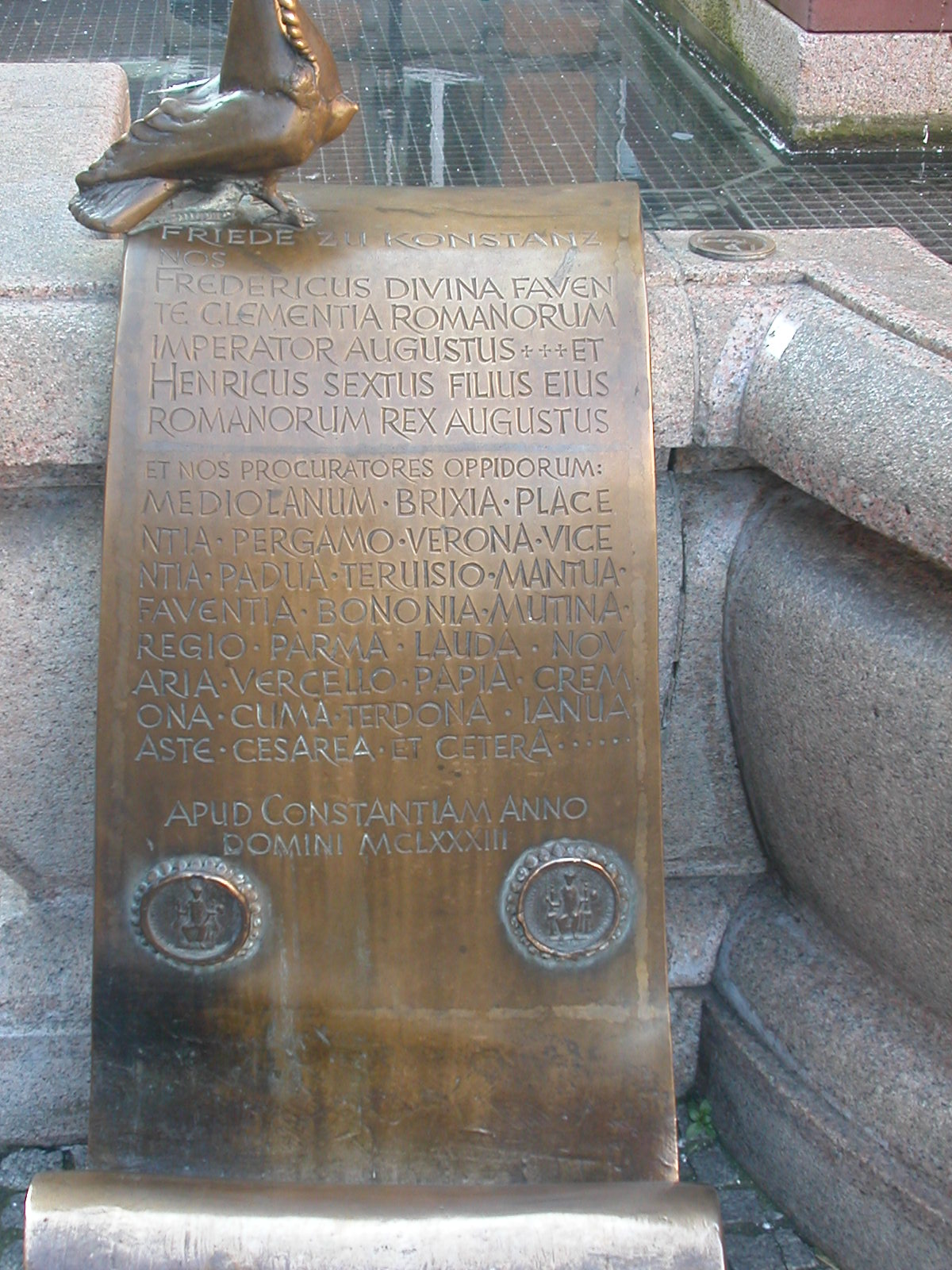
Bronzen replica van het vredesoorkonde aan de Kaiserbrunnen in Konstanz.

De Vrede van Konstanz in 1183 was het vervolg van het Verdrag van Venetië van 1177 tussen de keizer en de Lombardische Liga.
De vrede  was een overeenkomst tussen keizer Frederik I Barbarossa en de Lombardische Liga onder leiding van de stad Milaan. De keizer erkende de Liga en deze kreeg een rol in de ordening van het Rijk in Noord-Italië. De verdragspunten werden door de keizer en koning Hendrik VI in de rijksstad Konstanz geratificeerd op 20 juni 1183. De keizer stond de regaliën af aan de steden in ruil voor een eenmalige of jaarlijkse som geld. De steden verplichtten zich tot een bijdrage aan het onderhoud van de keizer bij ieder van zijn tochten in Italië. De steden mochten hun consuls vrij kiezen, maar deze moesten worden bevestigd in hun ambt door een keizerlijke nuntius.
De steden werden door dit verdrag als zelfstandig rechtssubject bevestigd en hun statuten, die op zelfbestuur en een relatief sterke autonomie was gericht, door de keizer gelegitimeerd. Dit was nieuw voor die tijd en wijst op het bijzonderheid van dit vredesverdrag, vooral omdat de stedelijke machtsbedeling niet aristocratisch, maar coöperatief van aard was. Daarmee werd de Lombardische Liga ook als permanente instelling gelegitimeerd.
In 1990 werd een replica van de oorkonde in brons gegoten en bij de Kaiserbrunnen in Konstanz geplaatst.